# Jean Pappus
Pour les articles homonymes, voir Pappus.
Jean Pappus (en allemand Johann Pappus), né le 16 janvier 1549 à Lindau en Bavière et mort le 13 juillet 1610 à Strasbourg, est un théologien luthérien qui a dirigé l'Église strasbourgeoise de 1581 à sa mort.

## Biographie

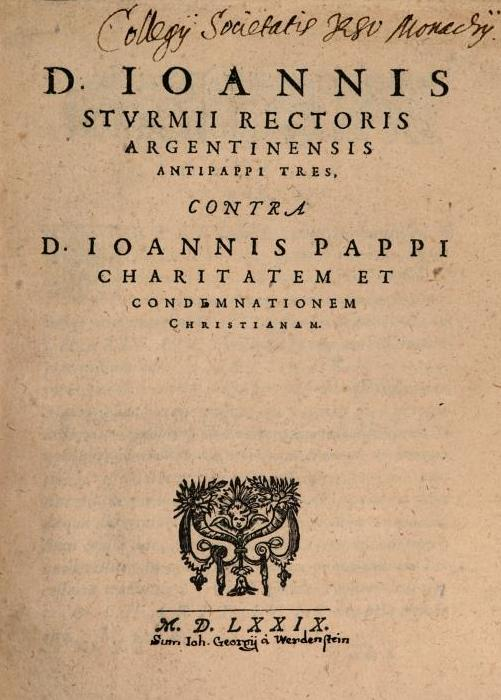
Troisième Antipappus de Jean Sturm à l'encontre de Jean Pappus.

Jean Pappus est le fils du bourgmestre Hieronymus Pappus von Trayberg et de Barbara Funck, originaire de Memmingen. Après son obtention du baccalauréat ès arts, il quitte sa ville natale en 1562. De 1565 à 1567, il devient le précepteur du comte de Falkenstein. Cependant, à la demande de son père, il part entreprendre en 1567 des études de théologie à Strasbourg, sous la direction de Jean Marbach. Il est vicaire à Riquewihr de 1568 à 1571, année où il devient maître ès arts à Bâle. En 1573, il obtient le doctorat de théologie à Tübingen.
Son retour à Strasbourg est suivi de son mariage avec Maria Magdalena Lins le 5 octobre 1574. Il se consacre ensuite à sa carrière universitaire et ecclésiastique. De 1570 à 1576, il enseigne l'hébreu à l'Académie, puis l'histoire jusqu'en 1578 et enfin la théologie jusqu'à sa mort. Il devient progressivement le protégé, puis le confident de Marbach.
En 1577, il provoque une crise sans précédent au sein de l'Académie, menant à la révocation de Jean Sturm par le Magistrat à la suite d'une violente polémique avec ce dernier. À l'origine, le recteur avait contredit les thèses anticalvinistes de Pappus. La plupart des étudiants et une partie des professeurs soutenaient le recteur, tandis que la majorité de la population et le Convent ecclésiastique prenaient fait et cause pour Pappus et les pasteurs. La situation s'aggrave lorsque les princes luthériens exprimèrent leur mécontentement vis-à-vis des écrits de Sturm. En 1581, un décret paraît contre Sturm, qui est interdit de publication. Il n'en tint cependant pas compte et il publia plusieurs pamphlets virulents envers Pappus, dont les quatre Antipappi. Jean Sturm est alors destitué, ce qui ébranla violemment la constitution de l'établissement, puisqu'il était censé être recteur à vie. Malgré les protestations provenant de l'Académie, Melchior Junius est élu en tant que nouveau recteur en 1581, Pappus étant jugé encore trop jeune. C'est la victoire définitive de l'orthodoxie luthérienne sur l'humanisme de la première génération des réformateurs.
Pappus profite de cette querelle et de sa popularité pour s'élever à la fonction de pasteur de la cathédrale en 1578, même s'il la troque pour celle de prédicateur libre en 1593. À la mort de Jean Marbach, il est mis à la tête du Convent ecclésiastique et donc de l'Église de Strasbourg. Très actif, il s'efforce de visiter régulièrement les paroisses rurales. En 1598, il obtient le droit de publier l'Ordonnance ecclésiastique, élaborée en grande partie par Marbach, qui promulgue la Formule de Concorde à Strasbourg et qui met définitivement fin à la Confession tétrapolitaine. Cette ordonnance reste en vigueur jusqu'en 1789.

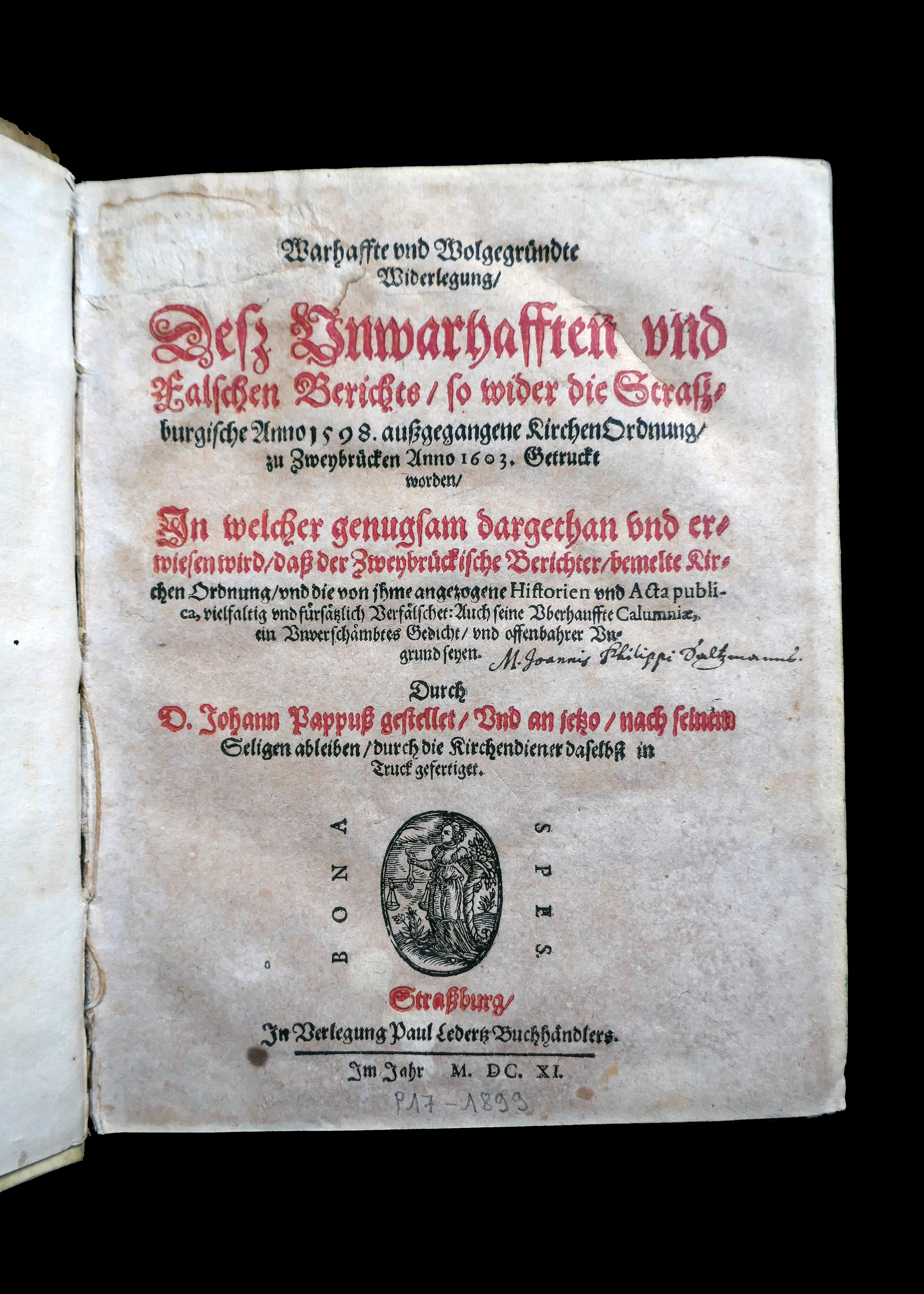
Warhaffte und wolgegründte Widerlegung/ deß unwarhafften und falschen Berichts/ so wider die Straßburgische Anno 1598. außgangene KirchenOrdnung (Strasbourg, 1611).

Il est élu cinq fois doyen de l'Académie, en 1575, en 1583, en 1591, en 1593 et en 1608. Il devient le premier rector annuus (recteur annuel) en 1594, puis est réélu en 1603. Jusqu'à sa mort en 1610, il est la personnalité dominante en théologie à Strasbourg.

## Pensée et postérité
Jean Pappus est le fondateur de l'enseignement de l'histoire ecclésiastique à l'Académie. Son cours, Epitome, a été largement utilisé dans les universités luthériennes. Défenseur des idées luthériennes, il a fait régulièrement des cours sur la Confession d'Augsbourg et son apologie.
Tout comme Marbach, il est assez mal vu au sein de l'historiographie. Cela s'explique par son orthodoxie qui fit que Strasbourg perdit son aura de ville réformatrice pour progressivement entrer dans le sillon de l'Église luthérienne. De créatrice, l'Église strasbourgeoise est donc devenue imitatrice et donc bien moins intéressante aux yeux des théologiens et des hommes politiques européens. Si Pappus était soutenu de son vivant, il devint vite impopulaire. Ainsi, en 1719, la notice bibliographique que lui fit Louis Ellies du Pin dans sa Bibliothèque des auteurs séparés de la communion de l'Église romaine est peu flatteuse. En effet, celle-ci parle surtout de sa dispute avec le « Pauvre Sturmius » et ne traite même pas des responsabilités de Pappus. Encore aujourd'hui, peu de travaux lui sont consacrés.